# تشيب غلاس
تشيب غلاس (بالإنجليزية: Chip Glass)‏ هو لاعب كرة قاعدة أمريكي، ولد في 24 يونيو 1971 في وكياه في الولايات المتحدة.

## وصلات خارجية
- تشيب غلاس على موقعبيزبول رفرنس.كوم (الدوري الثانوي) (الإنجليزية)